# دنيس غراي
دنيس غراي (بالإنجليزية: Dennis Gray)‏ هو متسلق جبال بريطاني، ولد في 1935 في يوركشاير في المملكة المتحدة.